# Xã Johnson, Quận Christian, Illinois
Xã Johnson (tiếng Anh: Johnson Township) là một xã thuộc quận Christian, tiểu bang Illinois, Hoa Kỳ. Năm 2010, dân số của xã này là 673 người.